# Hagonoy (Davao del Sur)
Hagonoy ist eine philippinische Stadtgemeinde in der Provinz Davao del Sur. Sie hat 53.309 Einwohner (Zensus 1. August 2015).

## Baranggays
Hagonoy ist politisch in 21 Baranggays unterteilt.
| - Balutakay - Clib - Guihing Aplaya - Guihing - Hagonoy Crossing - Kibuaya - La Union - Lanuro - Lapulabao - Leling - Mahayahay | - Malabang Damsite - Maliit Digos - New Quezon - Paligue - Poblacion - Sacub - San Guillermo - San Isidro - Sinayawan - Tologan |